# Marosvécs
Marosvécs (románul Brâncovenești, németül Wetsch) falu Romániában, Erdélyben, Maros megyében.

## Fekvése
Szászrégentől 10 km-re északkeletre, a Maros jobb partján fekszik.

## Története
A Maros folyó jobb partját szegélyező dombtetőn már a római időkben emeltek egy kisebb erődítményt, ami a népvándorlás viharaiban pusztult el. Elnevezése a földből előkerült feliratos táblák szerint „Ala nova Illiricorum” lehetett. Maradványai a jelenlegi kastély egykori gyümölcsöskertjében omladoznak.
A második erősséget feltehetően a római kövekből ugyanazon a helyszínen létesítették királyi parancsra, valamikor a 13. század első harmadában. Ugyanis az első, napjainkig fennmaradt oklevél már 1228-ban említést tett róla, amikor Tomaj nembeli Dénes tárnokmester birtokainak határjárását részletezte. A királyi fennhatóság alatt lévő erősséget valószínűleg az 1241–42-es tatárjárás viharai rombolták le. 1319-ben már az ebből a nemzetségből leszármazó Losonczi család mondhatta magának az ismét virágzásnak indult települést, ahol azonban nem említettek működő erődítményt. Ez csak a 15. század közepén történt meg, amikor új várkastélyt emeltetett losonci Dezsőfi nemesi család. Ez vált Marosvécs harmadik erődítményévé, ami napjainkban is látható erősen átalakított formában. A Dezsőfiek lakták az épületet egészen 1467-ig, amikor a Hunyadi Mátyás új adópolitikája miatt elégedetlenkedőkhöz csatlakozva, büntetésül elkobozták tőlük ezt a birtokukat. Rövidesen az uralkodó a Hunyad megyében élő rokonainak, a nádasi Ondor famíliának juttatta. Miután 1507-ben férfiágon kihaltak, a nógrádi Szobi Mihály került földesurának. Bár a losonci Dezsőfiek időközben próbálták visszaszerezni, de Mihály úr hatalmas patrónusa, veje Werbőczy István segítségével, aki rövid ideig a nádorispáni méltóságot is viselte, megvédte vécsi tulajdonát. Azóta is tartja magát az a hagyomány, hogy Werbőczy itt írta meg az évszázadokon át nemesi alapjog gyűjteménynek számító Hármaskönyvet (Tripartitum). A korabeli források azonban ezt megcáfolni látszanak, mivel a zólyomi Dobronya várát jelölik meg ez ügyben. Miután 1527-ben meghalt Szobi Mihály, Szapolyai János király minden váruradalmát Werbőczynek juttatta. A jogtudós később kénytelen zálogba adni Vécset Kendi Ferencnek hatezer aranyért, mert a török szultán sztambuli udvarába vezetett követi megbízatások erősen leapasztották a pénzét.
Korabeli források szerint 1537-től jelentősebb építkezéseket végeztek a nemesi szállásnak helyet adó épületen. Erről tanúskodik a bejárati kapu feletti évszámmal ellátott felirat, miszerint: „Ó, milyen boldog az a város vagy vár, mely a béke idején a háborúra előre gondol. Cicero”. Zálogbirtokosa, Kendi Ferenc nemes úr jelentős politikai befolyással bírt a Habsburg császár és királytól elszakadó, önállóvá váló Erdélyi Fejedelemség politikai életében. Neki köszönhetően fogtak össze a nemesi rendek a kalandor Gritti kormányzó elleni hadjáratra, minek során a szultáni kegyencet sikerült Medgyes városában elfogniuk és kivégezniük. Miután az özvegy Izabella királyné lemondott Erdélyről, Habsburg Ferdinánd király az egri hős Dobó Istvánnal együtt kinevezte erdélyi vajdának. Egy 1555-ös felirat szerint ekkorra fejeződtek be az épület reneszánsz ízlésvilágú átalakításával. Mivel azonban Kendi Ferenc az Erdélybe visszatérő Izabella királyné ellen összeesküvést szervezett, az úrnő parancsára Gyulafehérvárott 1558. augusztus 31-én meggyilkolták fivérével és Bebek Ferenccel együtt. A Kamarára szálló birtokot rövidesen Hagymási Kristóf, majd halála után Báthory Zsigmond fejedelem mondhatta a magáénak. Ez utóbbi nagybátyjának, kismarjai Bocskai István főnemesnek adta át. Az 1610-es években már iktári Bethlen Gábor erdélyi fejedelem birtokát képezte, majd a korszak nagy vagyongyűjtője, az „őrtálló bibliás fejedelem” I. Rákóczi György csatolta birtokaihoz. Az 1648-ban felvett inventárium {várleltár} szerint a háborús csataterektől biztonságos távolságra megbújó várkastély mellett nagy területeket magába foglaló gyümölcsös-, virágos-, veteményes és szőlőskerteket műveltek a szolgálatra kötelezett népek. A fejedelmi trónra 1648-ban lépő II. Rákóczi György aztán kedvelt udvari hívének, a jeles hadvezér Kemény Jánosnak adományozta oda az öt faluból álló birtokot.
Az elkövetkező évszázadokban végig a Kemény família mondhatta a magáénak, de természetesen itt is dúltak az Erdélyi Fejedelemség virágzását derékba törő 17. század végi csatározások. Kemény János seregvezérként részt vett a balsikerű lengyelországi hadjáratban, ahol ő is tatár fogságba esett, ahonnan kevesedmagával kiváltották, míg a szegényebb sorsú katonák ott pusztultak a krími fogságban. János úr hazatért vécsi birtokára, majd innen indult el a szászrégeni országgyűlésre, ahol az összegyűlt nemesi rendek fejedelemmé választották. Az 1662. januári vesztes csatában azonban életét vesztette, az ellenséges csapatok vécsi birtokát is feldúlták, kifosztották Ugyanez történt a II. Rákóczi Ferenc vezette kuruc szabadságharc idején, az éppen erre vonuló katonai egységek könnyű prédájává vált az épület. Korabeli forrás szerint félig romossá vált a dúlások miatt, de a visszatérő birtokos család újjáépítette.

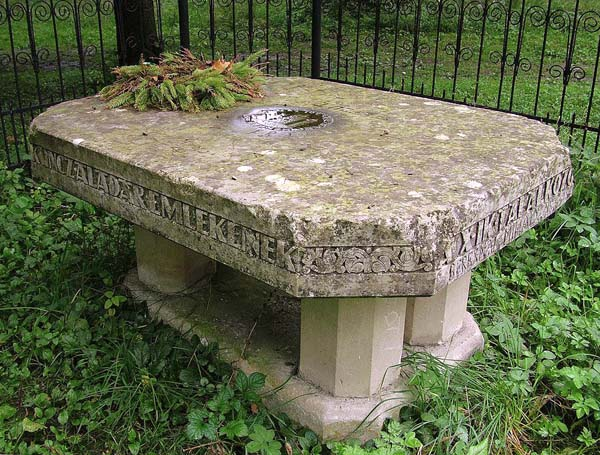
A Kuncz Aladár Emlékasztal

Utolsó nagyobb mértékű átalakítása a 19. század végén, Kemény János és neje utasítására történt, így az 1930-as évektől kényelmes szálláshelyül szolgálhatott a vendégszerető Kemény János birtokos és jeles író meghívására ide érkező erdélyi művészeknek. Az itt megalakított Erdélyi Helikon társaság jeles eredményeket ért el a kisebbségi létbe szorult magyar nyelvű irodalom ápolásában.
Az 1944 októberében zajló harcokban néhány találattal megúszta a történelmi műemlék, mivel azonban azt követő államosítással a Kemény családot kisemmizték és ezzel a többi ingatlannal és ingósággal együtt a marosvécsi várat is, elkobozták. A helyi lakosság teljesen kifosztotta a fényesen berendezett várkastélyt. 1945 után javítóintézetté, majd értelmi fogyatékos gyermekek otthonává alakították át. Ma újra a Kemény család tulajdona. Kísérettel látogatható. A báró Kemény család több tagjának, illetve Wass Albertnek sírhelyét, a Helikon-asztalt a kastélyparkban kereshetjük fel.

## Látnivalók
- Kemény-kastély

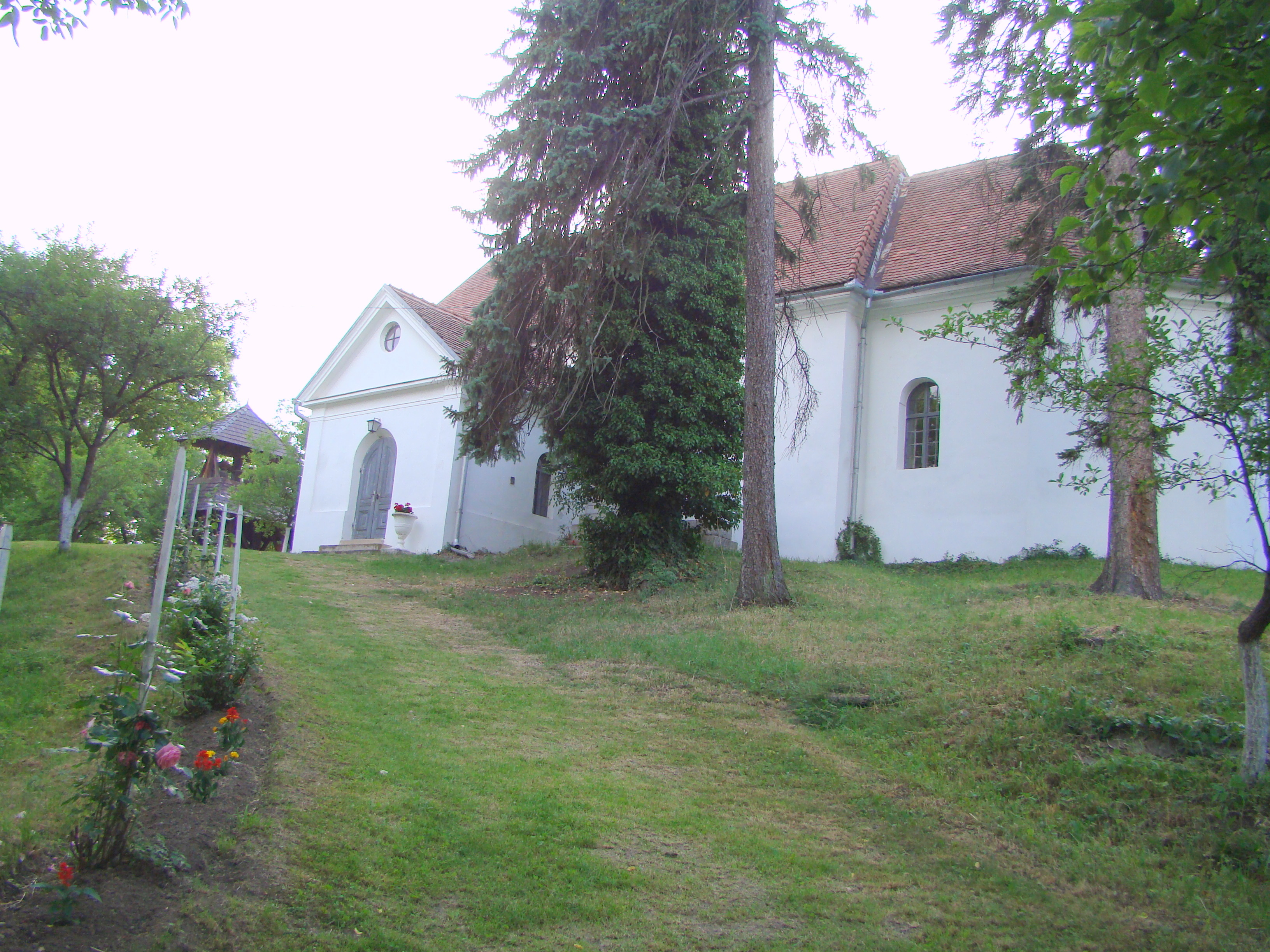
Református templom

A falu északi végében alacsony dombon emelkedik kétemeletes várkastélya. A park nagy része mára elpusztult. A kastély 1228-ból származik. 1663-ban került a Kemény család tulajdonába. Az államosítás után az épületben hosszú ideig rokkantak rehabilitációs központja működött. A kastély jelenleg látogatható, miután a román állam 2014-ben visszaszolgáltatta a családnak.
- Református templomát Kemény Simon építtette; a 17. század elején már állott.

## Híres emberek

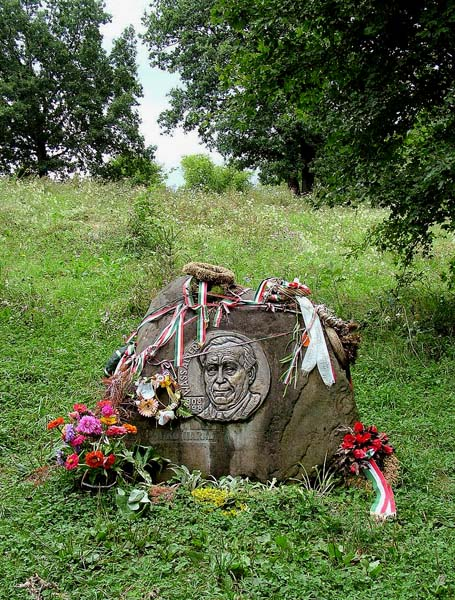
Czegei és szentegyedi gróf Wass Albert végső nyughelye

- Itt született 1752-ben esztelneki Szacsvay Sándor újságíró.
- Itt született 1927-ben Varró János író, irodalomtörténész, műfordító.
- Itt született 1951-ben Németh Csaba tanár, szenátor, közíró.
- A kastély kertjében temették el br. Kemény János írót, a Helikon Társaság alapítóját 1971-ben.
- A kastély kertjében temették el gróf czegei Wass Albert írót, az egyetemes magyar irodalom kiemelkedő személyiségét 2000-ben.

## Testvérvárosa
- Diósd, Magyarország